# Jameleddine Limam
Jameleddine Limam (arabisch جمال الدين الإمام; * 11. Juni 1967 in Tunis) ist ein ehemaliger tunesischer Fußballspieler.

## Karriere
Limam spielte zunächst bei Stade Tunisien in seiner Heimatstadt Tunis, bevor er 1988 den Sprung nach Europa wagte. Weder bei Standard Lüttich in Belgien noch beim deutschen Zweitligisten Eintracht Braunschweig konnte er sich jedoch dauerhaft als Stammspieler durchsetzen. 1991 folgte ein Wechsel zu Al-Ittihad Dschidda nach Saudi-Arabien, bevor Limam 1993 in seine Heimat zurückkehrte. Hier war er noch bis 2003 bei seinem Heimatverein Stade Tunisien sowie dem Club Africain Tunis aktiv.
Zwischen 1987 und 1998 bestritt Limam zudem insgesamt 54 Länderspiele für Tunesien, in denen er vier Tore erzielen konnte. Mit der tunesischen Auswahl nahm er an den Olympischen Spielen 1988 sowie den Fußball-Afrikameisterschaften 1994 und 1996 teil. 1996 erreichte er mit Tunesien das Finale der Afrikameisterschaft in Südafrika, wo man jedoch den Gastgebern in Johannesburg mit 0:2 unterlag. Limam kam im Gruppenspiel gegen Ghana zum Einsatz.

## Erfolge
- Nationalmannschaft
  - Vize-Afrikameister: 1996
- Standard Lüttich
  - Belgischer Pokalfinalist: 1988/89
- Club Africain
  - African-Cup-Winners’-Cup-Finalist: 1999
  - Arab-Club-Champions-Cup-Sieger: 1997
  - Tunesischer Vizemeister: 1997/98
  - Tunesischer Pokalsieger: 1997/98, 1999/2000 (Finalist 2002/03)
- Stade Tunisien
  - Arabischer-Pokal-der-Pokalsieger-Sieger: 2001
  - Tunesischer Ligapokalsieger: 2001/02